# Peace One Day
Péace Óne Dáy (Один день мира) — некоммерческая организация, которую основал в 1999 г. британский режиссёр документальных фильмов и актёр Джереми Джилли. Он задался целью добиться реализации ежегодного дня всемирного прекращения огня и отказа от насилия.
Джилли достиг этой цели, когда в 2001 г. Генеральная Ассамблея Организации Объединенных Наций единогласно провозгласила 21 сентября, Международный день мира, днем ежегодного всемирного прекращения огня и отказа от насилия. С тех пор в этот день проводятся различные гуманитарные мероприятия.
Так, в 2007 г. в День мира в Афганистане Всемирная организация здравоохранения (ВОЗ) и ЮНИСЕФ, совместно с Министерством здравоохранения Афганистана обеспечили детей в Южном Афганистане и определенных районах в Восточном Афганистане моновакциной от полиомиелита P3, было вакцинировано 1,4 миллиона детей. ЮНИСЕФ и добровольцы из числа молодежи из Общества Красного Полумесяца Афганистана организовали в Герате Парад мира, были проведены церемонии сдачи оружия, молитвы за мир в мечетях, образовательные мероприятия. Большой участок земли, который был очищен от мин и подготовлен к пахоте, был передан местной общине.
В том же году в День мира компания «Star Syringe» открыла пункты для проведения иммунизации в 20 странах, вакцинируя детей в сельских и труднодоступных районах против кори, дифтерии, туберкулеза, гепатита и коклюша. В Ираке Ассоциация «Civil Dialogue» высадила оливковые деревья и провела заупокойную службу по всем молодым людям, погибшим во время войны в Ираке. В Демократической Республике Конго ЮНИСЕФ проводит комплексную кампанию по иммунизации — витамин A, препараты для дегельминтизации и борьбы против комаров бесплатно были розданы 600 000 детям, пострадавшим в результате конфликта в провинции Южная Киву.
В 2009 г. Миссия ООН по оказанию гуманитарной помощи в Афганистане призвала к прекращению огня все стороны вооруженного конфликта, и в результате в восьми регионах афганские органы здравоохранения, Всемирная организация здравоохранения (ВОЗ) и Детский Фонд Организации Объединенных Наций (ЮНИСЕФ) вновь провели прививки детей против полиомиелита.
Джереми Джилли совместно с BBC и Passion Pictures снял документальный фильм «День после мира» (англ. The Day After Peace), который был показан на фестивалях во всем мире, и до сегодняшнего дня лицензию на его показ получили более чем в 100 странах.
Организация Peace One Day провела пять музыкальных концертов в Royal Albert Hall и в Академии Брикстон в Лондоне, а также в Le Grand Rex в Париже, с участием таких музыкантов, как Ленни Кравитц, Анни Ленокс, Юсуф (прежде Кэт Стивенс), Брайан Адамс, Питер Габриель, Джон Легенд, Касабьян, Кейт Нэш, Корин Бейли Рэй, Дэйв Стюарт, Джимми Клифф, Марк Алмонд, Faithless и Джеймс Моррисон, а также таких специальных гостей, как Джуд Лоу, Джонни Ли Миллер и Эмили Фокс. Эти мероприятия транслировались во многих странах.
Инициатива One Day One Goal, которая финансируется компанией Puma, предусматривает проведение футбольных матчей в День мира на всей планете. В 2009 году в рамках инициативы One Day One Goal было сыграно более 700 футбольных матчей, в которых приняло участие более 75 000 человек из всех 192 государств-членов ООН.

## Цифровой партнер
В 2013 году британская технологическая компания Ve Interactive бесплатно разработала и передала веб-сайт благотворительного фонда Peace One Day.